# SMS Hindenburg
El SMS Hindenburg fue un crucero de batalla de la Marina Imperial alemana, tercero y último de la clase Derfflinger. Fue nombrado en honor del mariscal de campo Paul von Hindenburg, vencedor de las batallas de Tannenberg y de los Lagos Masurianos, además de Comandante Supremo de los ejércitos alemanes desde 1916. El crucero fue el último buque capital de cualquier tipo construido por la marina alemana durante la Primera Guerra Mundial. 
El Hindenburg entró en servicio al final de la guerra y por lo tanto tuvo una breve participación en la misma. Tomó parte en un puñado de avances de la flota alemana como buque insignia del I Grupo de Exploración en 1917 y 1918, pero no intervino en ninguna acción importante. En noviembre de 1918, tras el fin del conflicto, el crucero fue internado junto al resto de la Flota de Alta Mar alemana en el fondeadero británico de Scapa Flow. Allí el contralmirante Ludwig von Reuter ordenó hundir todos los buques germanos el 21 de noviembre de 1919, y el Hindenburg gozó de la distinción de ser el último crucero de batalla en hundirse.

## Construcción

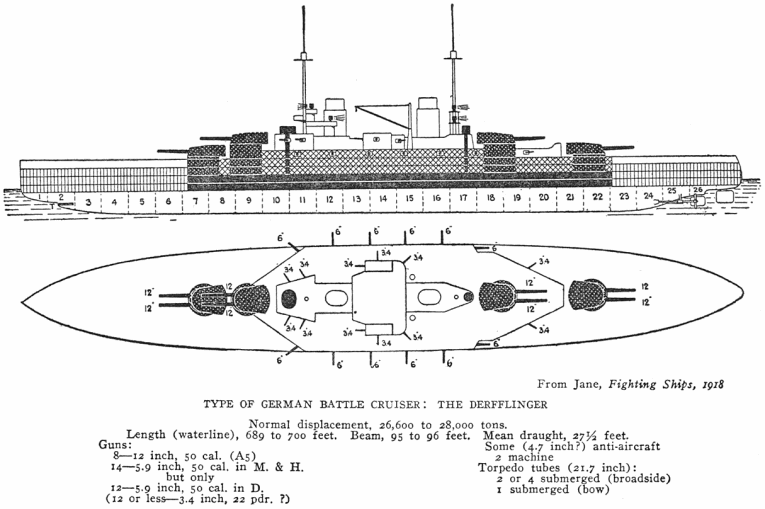
Plano de un crucero clase Derfflinger, de Jane's Fighting Ships (1919).

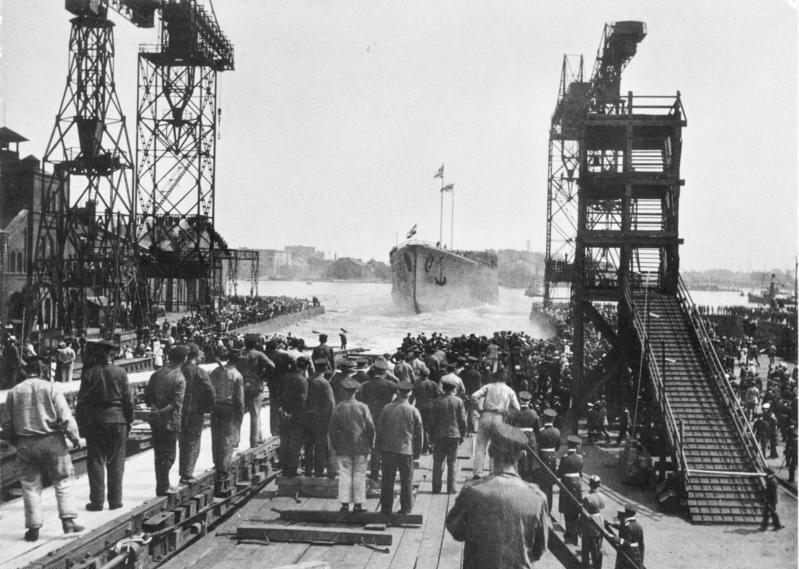
Botadura del Hindenburg el 1 de agosto de 1915 en Wilhelmshaven.

Construido por el astillero Kaiserliche Werft en Wilhelmshaven, el Hindenburg fue el tercer y último barco de su clase, gemelo del Derfflinger y el Lützow. Diseñado como reemplazo del viejo crucero protegido SMS Hertha, la quilla del Hindenburg fue puesta en grada el 30 de junio de 1913. Fue botado el 1 de agosto de 1915, pero debido a los cambios en las prioridades constructivas durante la guerra, no fue completado hasta el 10 de mayo de 1917, tardía fecha para intervenir en ninguna operación significante en la guerra mundial. En ese momento la inteligencia británica creyó que el crucero fue puesto en servicio muy tarde porque le habían retirado piezas destinadas a la reparación del Derfflinger tras la batalla de Jutlandia, librada en junio de 1916, pero en realidad su construcción fue tan lenta por la escasez de mano de obra.
El armamento principal del Hindenburg fueron ocho cañones de 305 mm en cuatro torretas gemelas, el mismo que los otros buques de su clase. Sin embargo, sus torretas fueron montajes Drh LC/1913, una versión mejorada del tipo Drh LC/1912 que portaban sus buques gemelos, gracias a la cual el Hindenburg podía elevar sus cañones a 16° por los 13,5° de las armas del Derfflinger y el Lützow. Esto dio a los cañones montados en las torretas Drh LC/1913 un alcance dos mil metros mayor que la versión anterior. Al igual que su buque gemelo Lützow, fue armado con catorce cañones SK 150 mm L/45 y cuatro tubos lanzatorpedos de 600 mm en lugar de los doce cañones de 150 mm y cuatro tubos de 500 mm equipados en el líder de la clase, el Derfflinger. A pesar de ser 2,5 m más largo y 300 t más pesado que sus gemelos, el Hindenburg fue también más rápido, capaz de alcanzar 26,6 nudos (49 km/h) en sus pruebas de velocidad, aproximadamente un nudo más que el Derfflinger.

## Primera Guerra Mundial
El SMS Hindenburg fue el último crucero de batalla completado por la Marina Imperial alemana y por ello tuvo una corta carrera. Estuvo plenamente operativo el 20 de octubre de 1917, muy tarde para intervenir en cualquier operación de importancia de la guerra mundial. El 17 de noviembre el Hindenburg y el Moltke, junto con los cruceros ligeros del II Grupo de Exploración, actuaron como soporte lejano para los dragaminas frente a las costas alemanas cuando aquellos fueron atacados por naves británicas. Entre los incursores británicos estaban los nuevos cruceros de batalla Repulse, Courageous y Glorious. Sin embargo, la acción fue breve y para cuando el Hindenburg y el Moltke llegaron a escena, los británicos se habían retirado. El 23 de noviembre el Hindenburg sustituyó al SMS Seydlitz como buque insignia del I Grupo de Exploración.

### Avance del 23 de abril de 1918

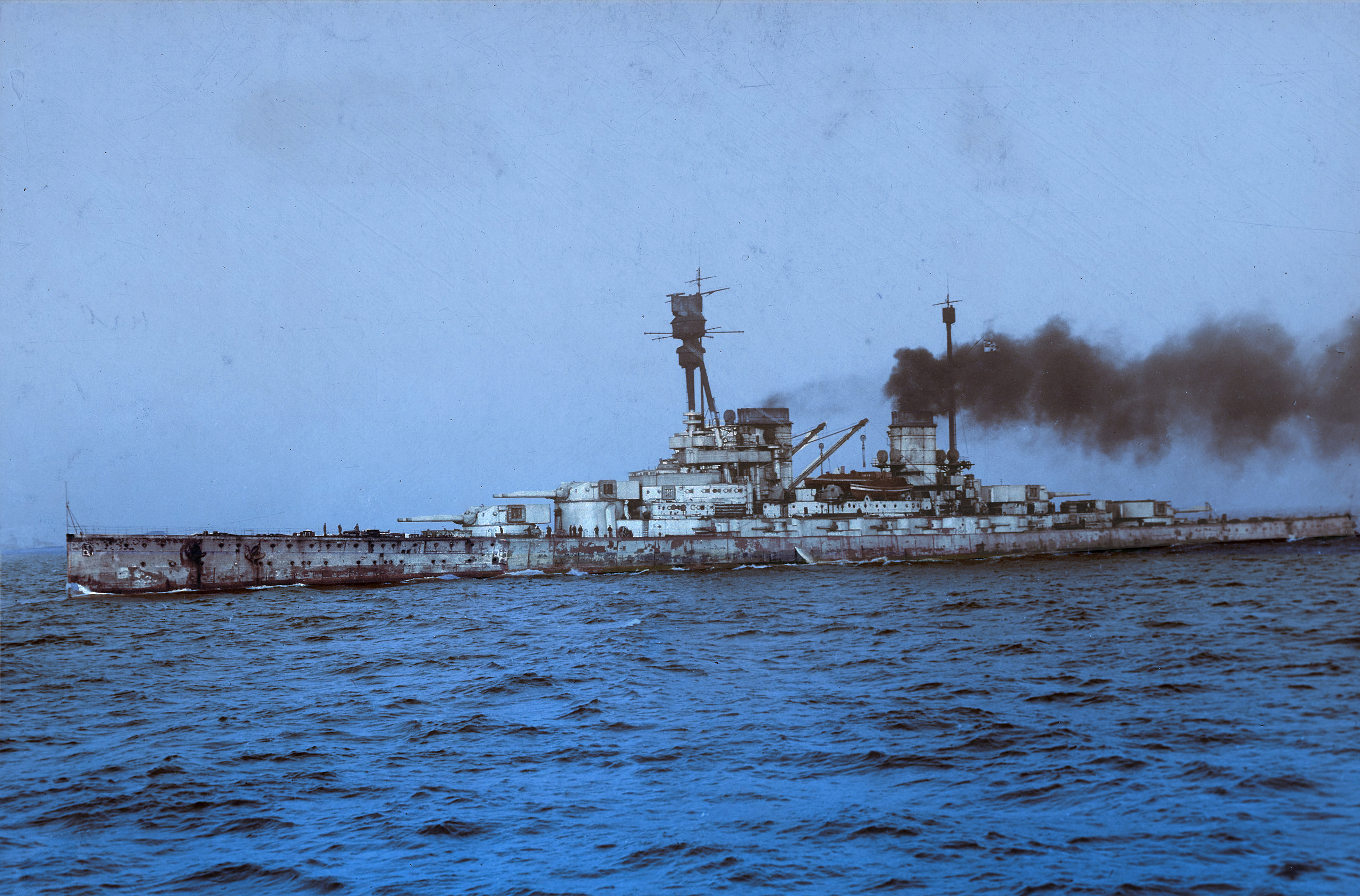
El Hindenburg en una fotografía coloreada de la rendición de la flota alemana de alta mar, noviembre de 1918.

A fines de 1917, fuerzas navales ligeras de la Flota de Alta Mar alemana comenzaron a interceptar convoyes británicos con destino en Noruega. El 17 de octubre los cruceros-minadores Brummer y Bremse atacaron uno de esos convoyes, hundiendo nueve de los doce mercantes y a sus dos escoltas, los destructores HMS Mary Rose y HMS Strongbow, tras lo que regresaron a Alemania. El 12 de diciembre cuatro destructores alemanes emboscaron un convoy de cinco cargueros y dos destructores británicos. Todos los cargueros y uno de los escoltas fueron hundidos. Tras estos dos ataques, el almirante David Beatty, comandante de la Gran Flota británica, asignó acorazados de la flota de combate para proteger a los convoyes. Se le presentaba así a la marina alemana la oportunidad que había esperado durante toda la guerra: una parte de la numéricamente superior Gran Flota fue separada y podría ser aislada y destruida. El vicealmirante Franz von Hipper planeó la operación: los cruceros de batalla del I Grupo de Exploración, junto con cruceros ligeros y destructores, atacaría uno de los grandes convoyes mientras el resto de la Flota de Alta Mar esperaba, lista para lanzarse sobre el escuadrón británico de acorazados tipo dreadnought.
A las 05:00 del 23 de abril de 1918, la flota alemana, liderada por el Hindenburg, partió de la rada de Schillig. Hipper ordenó reducir al mínimo las transmisiones inalámbricas para prevenir su intercepción por la inteligencia británica. A las 06:10, los cruceros alemanes habían alcanzado una posición a unos 60 km al suroeste de Bergen, Noruega, cuando el Moltke perdió su hélice interior de estribor. Sin la resistencia del agua, el eje de la hélice comenzó a girar cada vez más rápido hasta que uno de los engranajes del motor voló. La metralla de la maquinaria dañó varias calderas y perforó un boquete en el casco, por lo que la nave se detuvo. La tripulación efectuó reparaciones temporales que permitieron al buque navegar a cuatro nudos. Sin embargo, se decidió que el crucero fuera remolcado por el acorazado Oldenburg. A pesar de este contratiempo, Hipper continuó al norte y hacia las 14:00 sus fuerzas habían atravesado las rutas de los convoyes británicos en varias ocasiones sin toparse con ninguno. A las 14:10, el almirante puso rumbo sur y para las 18:37 los barcos germanos habían vuelto a las aguas minadas que rodeaban sus bases. Más tarde se supo que el convoy había partido un día después de lo previsto por los alemanes.

### Últimas operaciones
El 11 de agosto de 1918 Hipper fue ascendido a almirante y recibió el mando de toda la Flota de Alta Mar. El contralmirante Ludwig von Reuter lo sustituyó como comandante del I Grupo de Exploración e izó su bandera en el Hindenburg al día siguiente.

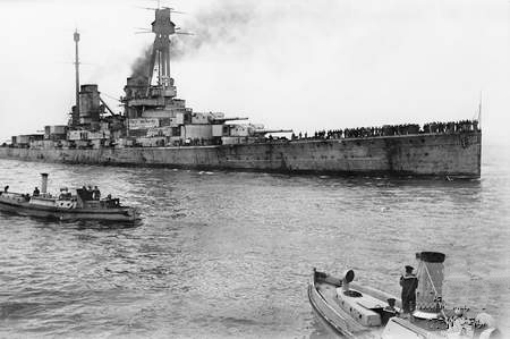
El Hindenburg internado en Scapa Flow en 1919.

El Hindenburg tendría que haber tomado parte en lo que habría de representar la «Cabalgata de la Muerte» de la Flota de Alta Mar alemana poco antes del fin de la Primera Guerra Mundial. La mayor parte de la flota de la Marina Imperial sería enviada desde su base en Wilhelmshaven para enfrentarse con la Gran Flota británica. Reinhard Scheer, Gran Almirante (Großadmiral) de la flota, tenía la intención de infligir el máximo daño posible a la Real Armada Británica, sin reparar en los daños propios, con la finalidad de conseguir una mejor posición de Alemania en la mesa de negociación. El plan consistía en dos ataques simultáneos de cruceros ligeros y destructores, uno en Flandes y el otro en el estuario del Támesis. El Hindenburg y los otro cuatro cruceros de batalla darían soporte al ataque en el estuario. Tras ambas acciones, la flota se concentraría frente a la costa holandesa para plantar batalla a la Gran Flota británica. Mientras la flota se preparaba en Wilhelmshaven, los marineros comenzaron a desertar en masa. Aprovechando el cruce del Derfflinger y el Von der Tann por las esclusas que separaban el interior del puerto de Wilhelmshaven de la rada, unos trescientos marineros de ambos cruceros saltaron por la borda y desaparecieron.
El 24 de octubre de 1918 se dio la orden de partir de Wilhelmshaven. A primera hora de la noche del día 29 se amotinaron varios marineros en los acorazados, tres barcos del III Escuadrón se negaron a levar anclas y se produjeron actos de sabotaje en los acorazados Thüringen y Helgoland. En vista de la rebelión, se canceló la orden de navegar y se abandonó la operación planeada. En un intento por sofocar el motín, los escuadrones de la Flota de Alta Mar fueron dispersados.

### Destino

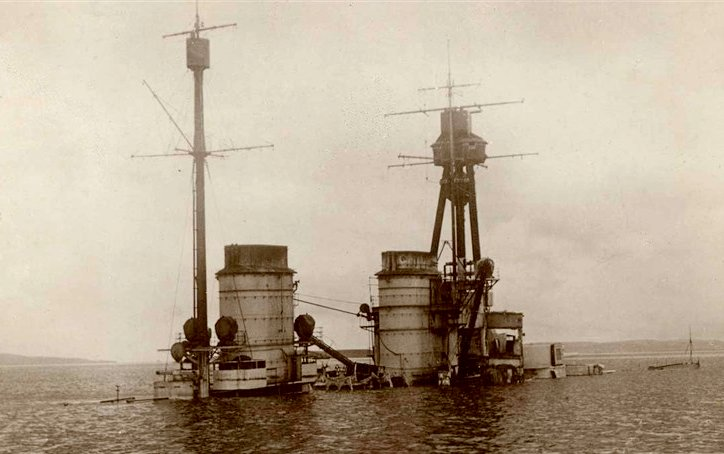
El Hindenburg semihundido en Scapa Flow.

Bajo los términos del armisticio entre Alemania y los Aliados que puso fin a la Primera Guerra Mundial, la mayor parte de la flota germana debía ser internada en Scapa Flow, un fondeadero británico en las islas Orcadas. Ello incluía al Hindenburg y al resto de los cruceros de batalla. El 21 de noviembre de 1918, los buques que iban a ser internados —14 buques capitales, siete cruceros ligeros y 50 de los más modernos buques torpederos— partieron de aguas alemanas por última vez. Antes de que zarpara la flota alemana, el almirante Adolf von Trotha dejó claro al contralmirante Ludwig von Reuter, comandante de los buques que iban a partir al fondeadero británico, que no podía permitir de ninguna manera que los Aliados se hicieran con los barcos. La flota alemana se reunió con el crucero ligero británico Cardiff, que la guio hasta una gran flota Aliada destinada a escoltarla hasta Scapa Flow. Esta enorme flota Aliada estaba compuesta por 370 buques británicos, estadounidenses y franceses.
La flota permaneció en cautividad durante las negociaciones en Versalles que finalmente dieron forma al tratado que finalizó la guerra. La información en un artículo del periódico The Times hizo pensar a Von Reuter que el armisticio expiraba al mediodía del 21 de junio, plazo en el que Alemania debía firmar el tratado de paz. El contralmirante llegó a la conclusión de que los británicos iban a intentar apoderarse de los barcos alemanes nada más expirara ese plazo. Para impedirlo, decidió echar a pique sus buques a la primera oportunidad. En la mañana del 21 de junio la flota británica dejó Scapa Flow para realizar maniobras de entrenamiento, y a las 11:20 Reuter transmitió la orden a sus naves. El Hindenburg fue el último buque en hundirse, a las 17:00. Su capitán dispuso deliberadamente que el crucero se hundiera equilibradamente para que a la tripulación le resultara más fácil escapar. Tras varios intentos ineficaces, el buque fue finalmente rescatado el 23 de julio de 1930, pero solo para ser desguazado en Rosyth entre 1930 y 1932. Su campana fue entregada a la Bundesmarine el 28 de mayo de 1959.

### Buques de la clase
• SMS Derfflinger
• SMS Lützow

### Listas relacionadas
• Acorazados de Alemania
• Buques de la Kaiserliche Marine
• Cruceros de batalla